# Samydeae
Samydeae es una tribu de plantas fanerógamas perteneciente a la familia de las salicáceas. Comprende los siguientes géneros:

## Géneros
- Casearia
- Euceraea
- Hecatostemon
- Laetia
- Neoptychocarpus
- Ryania
- Samyda
- Tetrathylacium
- Zuelania